# 白土武
白土武（日语：／ Shirato Takeshi，1946年12月24日—），日本男性動畫師、動畫演出家、編劇。別名。出身於東京都。

## 人物
白土武從中學、高中開始就喜歡畫漫畫，是齋藤隆夫的粉絲，甚至還去他家作客。之後，他偶然在電視上看到了動畫《森林大帝》，從此對動畫產生了興趣。
他先向虫Production申請應徵，這是他大學期間曾經參觀過的一家公司，但沒有成功。在從事兼職漫畫繪製並將其寄送至漫畫雜誌後，他在一位朋友的鼓勵下於1970年加入了Hatena Productions，他隨即加入了《巨人之星》的動畫團隊。1971年，他獨立並創立了Tiger Productions。
他們就是所謂的動畫師系導演，有時只擔任作畫監督，有時只擔任演出。導演在同一作品中同時擔任作畫監督和演出的情況也很常見。當時，白土武擔任作畫監督，白戶武擔任演出。基本上，他的大部分工作都在東映動畫，但有一時期間他將工作重心轉移到Office Academy和國際電影社，支持這些剛進入動畫行業的公司。曾任動畫分包製作公司Tiger Production的代表董事多年。

## 參加作品

### 電視動畫
1969年
- 排球甜心（作畫）
- 虎面人（作畫監督）

1971年
- 鬼太郎 (第2作)（作畫監督）

1972年
- 惡魔人（演出、作畫監督）
- 科學小飛俠（原動畫）
- 無敵鐵金剛（演出、作畫監督）

1973年
- 玲瓏三勇士（作畫監督）
- 咚隆隆炎魔君（人物設定、作畫監督）
- 甜心戰士（作畫監督）

1974年
- 蓋特機器人（演出、作畫監督）
- 金剛大魔神（演出、作畫監督）
- 宇宙戰艦大和號（分鏡、作畫監督）

1975年
- 蓋特機器人G（演出、作畫監督）
- 一休和尚（演出、作畫監督）
- 鋼鐵吉克（演出、作畫監督）

1976年
- 大空魔龍鎧金（人物設定[3]、演出、作畫監督）
- 大飯桶（日语：ドカベン）（分鏡、作畫監督）

1977年
- UFO機器人 古連泰沙（作畫監督）
- 惑星機器人 丹加德A（作畫監督）

1978年
- 宇宙戰艦大和號2（分鏡、作畫監督）

1979年
- 宇宙空母藍諾亞（日语：宇宙空母ブルーノア）（分鏡、原畫）
- The☆超人力霸王（分鏡）
- 宇宙戰艦大和號 新的旅程（總導演）

1980年
- 宇宙戰艦大和號III（分鏡、演出、作畫監督）

1981年
- （總導演、人物設定、演出、作畫監督）
- 甜甜的美妙冒險（日语：ハニーハニーのすてきな冒険）（總導演、演出、作畫監督）

1982年
- 大口妹（日语：あさりちゃん）（作畫監督）

1983年
- The♥南瓜酒（作畫監督）
- 金肉人（演出、作畫監督）
- 伏魔小旋風（演出、作畫監督）

1984年
- 藍寶（日语：らんぽう）（分鏡）
- 北斗神拳（分鏡）

1985年
- 鬼太郎 (第3作)（演出）
- 高校！奇面組（日语：ハイスクール!奇面組）（分鏡）

1987年
- 妙手小廚師（分鏡）

1988年
- 鬥將!! 拉麵男（演出）

1989年
- 西頓動物記（導演、分鏡、演出）

1991年
- 金肉人 金肉星王位爭奪篇（系列導演、分鏡、演出）

1992年
- 妙廚老爹（分鏡、演出）

2004年
- （原作、導演[注 3]）

2007年
- 逮捕令 全速前進（原畫）

2008年
- H2O -FOOTPRINTS IN THE SAND-（原畫）
- 光速大冒險PIPOPA（分鏡）
- 藥師寺涼子怪奇事件簿（原畫）

2017年
- 新黑色推銷員（作畫監督）

2022年
- 艦隊Collection 總有一天，在那片海（原畫）

2024年
- 終末的火車前往何方？（原畫）
- 金肉人 完美超人始祖篇（原畫）

### 電影動畫
1973年
- 無敵鐵金剛對惡魔人（日语：マジンガーZ対デビルマン）（原畫）

1977年
- 劇場版 宇宙戰艦大和號（作畫監督）

1978年
- 再見了，宇宙戰艦大和號 愛的戰士們（日语：さらば宇宙戦艦ヤマト 愛の戦士たち）（原畫）
- 一休和尚與淘氣公主（作畫監督）

1983年
- 宇宙戰艦大和號 完結篇（總導演、分鏡）

1984年
- 金肉人：被奪走的冠軍腰帶（日语：キン肉マン 奪われたチャンピオンベルト）（導演）
- 金肉人：大暴動！正義超人（日语：キン肉マン 大暴れ!正義超人）（導演）
- 遭逢黑雨的拍打（日语：黒い雨にうたれて）（導演、編劇）

1985年
- 光子帆船星光號奧丁（日语：オーディーン 光子帆船スターライト）（導演）
- 喀喀喀的鬼太郎（導演）

1990年
- 有小黑的夏天（導演、編劇、分鏡）

1995年
- 魯邦三世：去死吧！諾斯特拉達穆斯（日语：ルパン三世 くたばれ!ノストラダムス）（導演、分鏡）

1996年
- 魯邦三世 DEAD OR ALIVE（日语：ルパン三世 DEAD OR ALIVE）（原畫）

2009年
- 宇宙戰艦大和號 復活篇（總導演、分鏡）

### OVA
1991年
- 我的天空 刑事篇（日语：俺の空#オリジナルアニメ）（導演）

1992年
- 創龍傳（分鏡）

2007年
- 太棒了！納豆男孩（導演）

### 遊戲
1984年
- 雷電風暴（日语：サンダーストーム）（原畫）

1985年
- 宇宙戰艦大和號（分鏡、原畫）

### 漫畫
2012年
2015年
2018年

## 腳註

## 外部連結
- 白土武 （日語）—allcinema（日语：allcinema）